# Celtis tessmannii
Celtis tessmannii är en hampväxtart som beskrevs av Alfred Barton Rendle. Celtis tessmannii ingår i släktet Celtis och familjen hampväxter. Inga underarter finns listade i Catalogue of Life.